# Vaso François

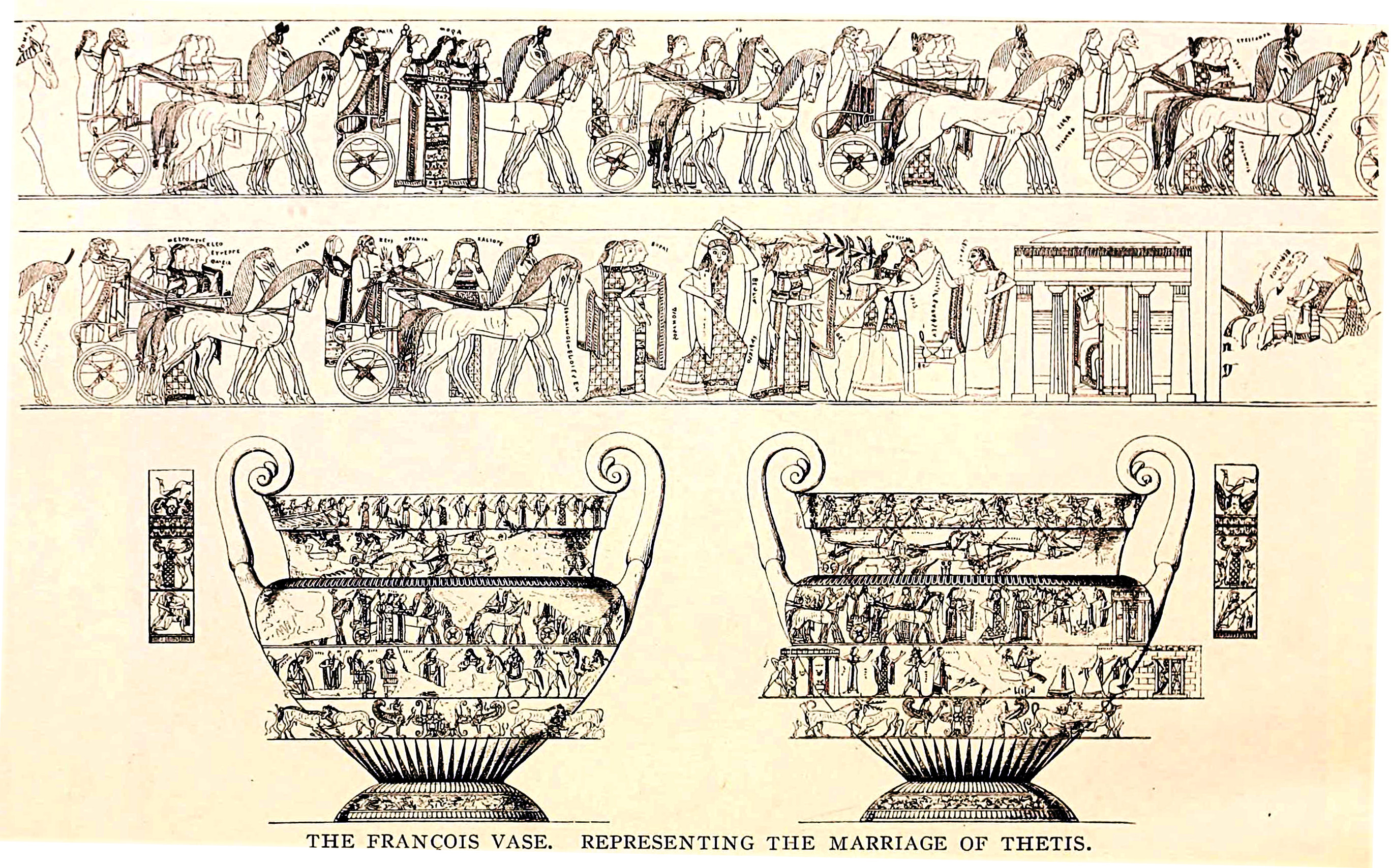
Schema della decorazione con Nozze di Peleo e Teti

Vaso François è il nome convenzionale attribuito, dal nome dell'archeologo italiano Alessandro François, che lo scoprì nel 1844-45 nei pressi di Chiusi, ad un cratere a volute a figure nere di produzione attica, capolavoro della ceramografia arcaica, datato intorno al 570/565 a.C. Si tratta del più antico cratere a volute attico conosciuto (ma esistono precedenti vicini ad esso). Le sue dimensioni si sviluppano su un'altezza di 66 cm e un diametro massimo di 57 cm.

## Ritrovamento e restauro
I numerosi frammenti del vaso furono rinvenuti nella necropoli etrusca di "Fonte Rotella" a Chiusi nel 1844 e 1845, da parte di Alessandro François, lo scopritore della celebre Tomba François di Vulci, dispersi in due tumuli funerari saccheggiati già in antico. I cocci del vaso che, nonostante ripetute ricerche, non sono mai stati interamente ritrovati, furono inviati a Firenze dove un accurato restauro, per opera del restauratore Vincenzo Monni, permise un'ottima ricostruzione dell'oggetto che fu acquisito ed esposto presso il Museo archeologico nazionale di Firenze (inv. 4209).
Dopo la prima ricomposizione, il 9 settembre 1900 il vaso fu danneggiato dall'urto di uno sgabello che colpì la teca che lo proteggeva; si rese necessario quindi un secondo restauro. L'opera non fu interessata dalla disastrosa alluvione dell'Arno del 1966.

## Attribuzione
Un'iscrizione dipinta sullo stesso vaso ne riporta gli autori: il ceramista Ergotimos e il ceramografo Clizia (Kleitías). L'iscrizione è riportata due volte: una prima con due frasi verticali inserite nella scena delle nozze di Peleo e Teti, e una seconda, non interamente conservata, sopra la nave di Teseo raffigurata sull'orlo.

## Descrizione
La forma del vaso è nota come cratere a volute, cioè un cratere con anse a volute. Si tratta di uno dei primi crateri a volute attici. Più tardi i ceramisti amplieranno le volute, aggiungeranno un labbro all'apertura, cambieranno la forma del piede, la forma diverrà complessivamente più alta, ma il modello di Ergotimos rimase esempio insuperabile.

### Scene dipinte
La decorazione comprende la raffigurazione di scene mitologiche o decorative, i cui temi sono incentrati sul ciclo narrativo del personaggio di Achille (e di suo padre Peleo). Le scene si dispiegano su sette registri sovrapposti. Sono presenti 270 figure e 131 iscrizioni esplicative. La dimensione verticale dei registri decorativi è variabile per adattarsi con maestria alla tettonica del vaso e contribuendo così a conferire movimento alla decorazione. La narrazione si dipana linearmente su ciascuna banda, senza contrapposizioni antitetiche, fluida e narrativa, priva di ogni rigidità.
ColloTeseo fa da collegamento tra la scena con la danza degli ateniesi a Creta, nella fascia superiore, e la Centauromachia sotto di essa.
- Registro superiore:
  - Sul lato posteriore troviamo i 14 giovani ateniesi che erano stati inviati a Creta come sacrificio per il Minotauro, i quali danzano al cospetto di Teseo che li ha salvati e che conduce la danza suonando la lira; di fronte a Teseo si trova Arianna. A sinistra la scena narra l'arrivo della nave che li riporterà in patria. Si tratta di un soggetto molto raro, gli unici altri esempi giunti sino a noi appartengono a Kleitias stesso. Piccoli frammenti di due vasi trovati sull'Acropoli di Atene provengono da immagini di danza più grandi di quelle del vaso François: parti dei ballerini su Acropolis 1.596,[4] il volto di una donna e il retro di una testa con l'iscrizione [Eur]ysthenes, il nome del quinto danzatore a partire dalla sinistra del vaso François, su Acropolis 1.598.[5]
  - Sul lato anteriore (quello che corrisponde alla sottostante processione degli dei verso la casa di Peleo e Teti) troviamo l'episodio della caccia al cinghiale calidonio, alla quale partecipano Meleagro e Peleo.
- Registro inferiore:
  - Su un lato vi è la corsa dei carri, evento principale ai giochi funebri tenuti da Achille in onore di Patroclo, descritti nel XXIII libro dell'Iliade. In linea con una vecchia convenzione i premi, tripodi e lebeti di bronzo, vengono utilizzati nella composizione per riempire i vuoti sotto i cavalli. I cinque concorrenti indossano la lunga veste prescritta dal regolamento e tengono, oltre alle redini, il pungolo. In questo caso Kleitias si discosta molto dal racconto omerico, inoltre c'è poca varietà nella rappresentazione, come se fosse poco interessato alla narrazione e descrizione e maggiormente rivolto alla resa del movimento, in contrasto con la lenta processione della zona sottostante.
  - Sul lato opposto la scena della Centauromachia è una delle prime in cui il protagonista non è Eracle, ma sono i lapiti che combattono i centauri in Tessaglia. L'immagine di Kleitias è composta da sette gruppi (ora frammentari) con molte sovrapposizioni. Teseo, pur non essendo un lapita, partecipa alla battaglia come amico di Peirithoös, uno dei grandi guerrieri lapiti.[3]

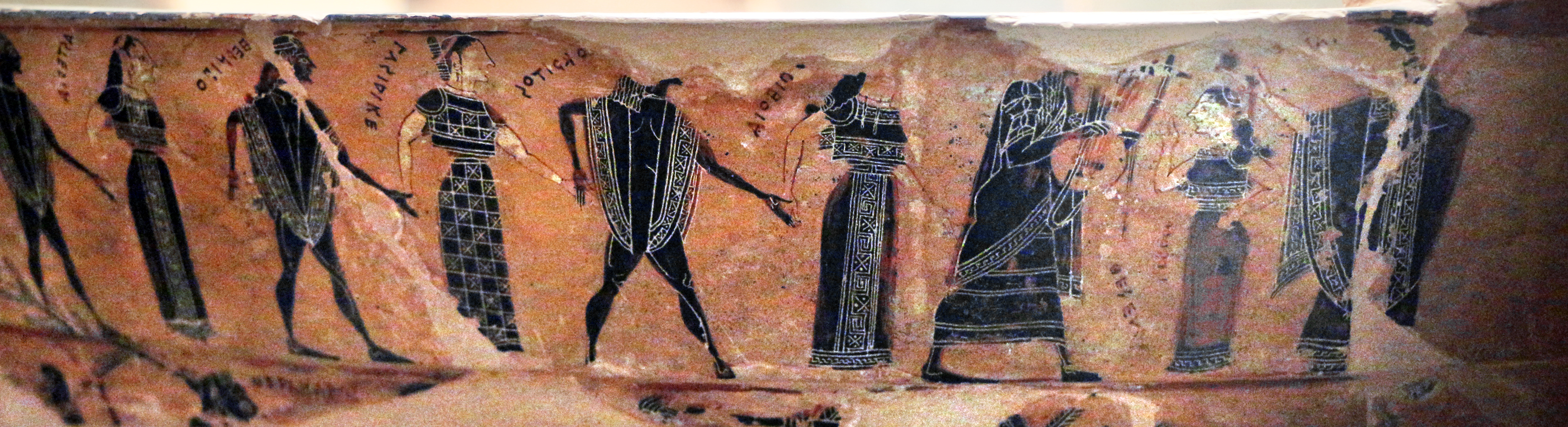
Ateniesi inviati a Creta come sacrificio per il minotauro
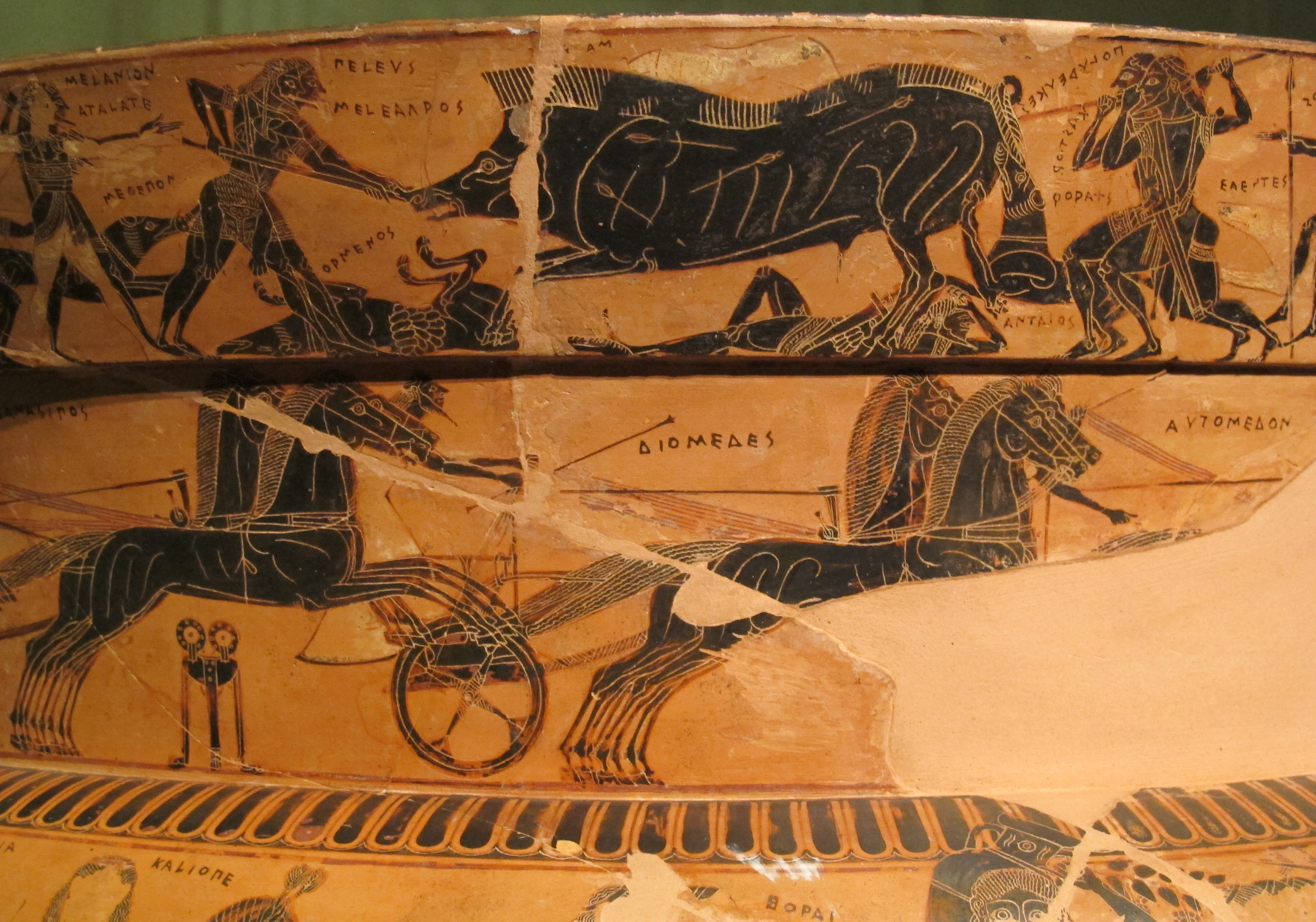
Giochi funebri per Patroclo e Caccia al cinghiale calidonio
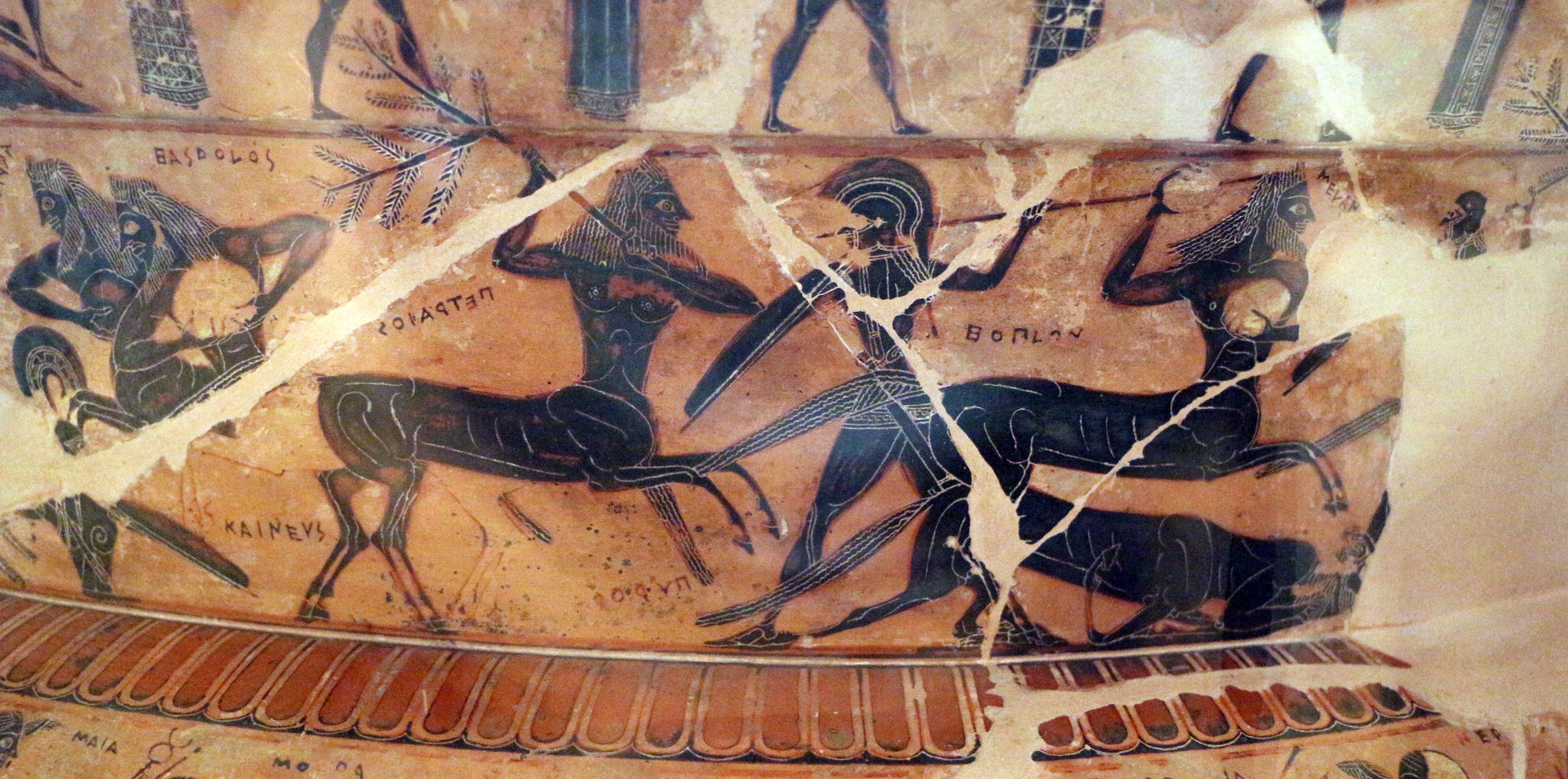
Lapiti che combattono i centauri

Spalla
La processione degli dei alle nozze di Peleo e Teti.
- Sulla spalla del vaso, nel suo punto di massima espansione, si trova la fascia decorativa principale, con la processione degli dei alle nozze di Peleo e Teti, che scorre lungo l'intera circonferenza del vaso. Teti si affaccia da una porta semiaperta; Peleo è in piedi di fronte all'edificio mentre accoglie gli dei invitati alle nozze. In funzione di una migliore leggibilità della scena Kleitias pone frontalmente la casa di Teti e Peleo: è uno dei tre edifici rappresentati sul vaso, importanti per la storia dell'architettura greca. È un edificio a timpano, con un portico formato dalla prosecuzione delle pareti laterali e con due colonne tra le estremità decorate. La lunga processione è guidata da Chirone (che stringe la mano a Peleo) e Iride. Seguono tre figure femminili affiancate che sono seguite a loro volta da Dioniso. In nessun altro luogo Dioniso è rappresentato in questo modo: ha il passo allungato e un'anfora piena di vino sulla spalla, il viso è rappresentato frontalmente e nel periodo arcaico il volto frontale non è mai usato a caso. Gli altri volti frontali di questo fregio sono riservati a Calliope, una delle nove Muse figlie di Zeus, che suona il flauto di Pan, e a Efesto che come nel precedente di Sofilo chiude la processione. Efesto giunge dietro i carri (il carro di Atena e Artemide accompagnate dalle Moire, il carro di Apollo, di Afrodite, di Poseidone e Anfitrite) in sella a un asino, come Dioniso sembra assumere una posizione inferiore rispetto agli altri dei, ma entrambi saranno ricompensati in seguito, con il loro trionfo nella scena del ritorno di Efesto. Il mito vuole che la dea della discordia non fosse stata invitata alle nozze e che per questo la dea avesse lanciato il pomo d'oro da cui sarebbe scaturita la guerra di Troia a causa del giudizio di Paride, e quindi la morte di Achille. Nei pressi delle anse il fregio finge di proseguire come se queste vi fossero sovrapposte.[3]

Ventre
- Registro superiore:
  - Sul lato principale, sotto il matrimonio, sono rappresentati l'agguato di Achille a Troilo sotto le mura di Troia, l'ira di Apollo per l'uccisione di Troilo presso il santuario a lui dedicato, Priamo spaventato per ciò che accade. I fratelli di Troilo, Ettore e Polites, escono dalle porte della città; sugli spalti, nelle feritoie, ci sono cumuli di pietre da scagliare contro gli aggressori.
  - Sull'altro lato vi è il ritorno del dio Efesto sull'Olimpo, dal quale era stato scacciato dalla madre Era e al quale viene ricondotto da Dioniso e dal suo tiaso. Nella metà sinistra della scena Era è seduta con Zeus e Afrodite) alla presenza di altri dei; sulla destra Dioniso conduce il mulo su cui si trova Efesto accompagnato da satiri e ninfe. Quella di Dioniso sul Vaso François è una rappresentazione precoce, non ce ne sono prima del VI secolo a.C.; anche i satiri compaiono solo nella prima parte del VI secolo a.C. e quelli di Kleitias sono i più inusuali; non solo perché hanno gambe equine, oltre a coda e orecchie come i satiri sui vasi contemporanei, ma il loro intero aspetto è magro ed equino e, diversamente dalla maggior parte dei satiri a Figure nere, per nulla suino. Le teste di satiri di Kleitias, con i loro nasi aquilini e i capelli sulla fronte, sono molto simili alle teste dei suoi centauri, pur con qualcosa di più selvaggio e spaventoso.
- Registro inferiore:
  - Vi si trova un fregio decorativo animalistico, con gruppi di animali e piante. Nell'arte arcaica gli animali sono simboli di terrore e potenza; qui presentano una nuova eleganza, e vi compaiono alcune novità, come i grifoni, che sono i primi rappresentati sui vasi attici, e la pantera che dimostra nell'atto di sferrare la zampata felina in modo tutt'altro che convenzionale l'attenta osservazione dal vero da parte di Kleitias.[3] Segue una fascia decorata a raggi.

Anse
- I soggetti sono gli stessi su entrambe, con minime variazioni. Sulla superficie si trovano all'esterno due riquadri sovrapposti: in quello superiore Artemide alata come signora degli animali e in quello inferiore Aiace che porta il corpo di Achille ucciso; all'interno compare un riquadro con il Gorgoneion apotropaico nello schema arcaico della "corsa in ginocchio". Artemide alata (o Potnia Theron) era un soggetto frequente nella Grecia del VII e VI secolo a.C., ma non in Attica; è presente sul Vaso François perché appartenente allo stesso regno che viene rappresentato nel fregio inferiore del ventre del vaso. Il gruppo di Aiace e Achille la più antica rappresentazione del soggetto in Attica; fa parte del ciclo di Peleo e Achille ed è il momento conclusivo della narrazione incominciata con il matrimonio di Peleo e Teti. Le Gorgoni si rispecchiavano nel liquido contenuto all'interno del cratere, come sorvolando il mare; Kleitias ci ha lasciato altre due teste di gorgone: una, danneggiata, sullo scudo di Ettore nella scena con Troilo su questo stesso vaso, l'altra è il principale ornamento di un supporto di uso incerto che si trova a New York[6] e che porta, come il vaso François, la doppia firma di Ergotimos e Kleitias (New York, Metropolitan Museum 31.11.4).[3]

Piede
- Sul piede del vaso, tra due fasce decorative è raffigurata la scena comica della vivace lotta tra pigmei e gru (o "geranomachia"), prima raffigurazione di questo tema iconografico ripreso da una citazione nell'Iliade.[7]

## Tecnica
Le parti bianche e le sovradipinture brune sono in gran parte scomparse. Il Vaso François si pone all'inizio del periodo maturo delle Figure Nere attiche, ma allo stesso tempo ha in sé qualcosa del periodo precedente: l'uso del porpora per i volti degli uomini e la stesura del bianco direttamente sull'argilla (quest'ultima causa della perdita del pigmento) ne sono alcuni aspetti. Importante in questo senso è anche la suddivisione delle scene in tante fasce sottili che verrà abbandonata in favore di scene principali evidenziate, come nel protoattico. I frammenti dell'Acropoli di Atene (Acropoli 1.594) attribuiti a Kleitias e meglio conservati mostrano come le figure femminili dovevano apparire sul Vaso François.